# Rajmund z Kapui
Rajmund z Kapui, wł. Raimondo da Capua (ur. ok. 1330 w Kapui, zm. 5 października 1399) – dominikanin (OP), generał zakonu w latach 1380–1399, błogosławiony Kościoła rzymskokatolickiego.
Pochodził z włoskiej rodziny szlacheckiej delle Vigne (de Vineis). Studiując w Bolonii wstąpił do Zakonu Braci Kaznodziejów (1348). W roku 1380 został wybrany generałem zakonu, postawił sobie wówczas za cel jego odnowę. Był spowiednikiem i kierownikiem duchowym św. Katarzyny ze Sieny oraz jej biografem.
Rajmund został beatyfikowany 15 maja 1899 roku przez papieża Leona XIII.
Jego wspomnienie liturgiczne obchodzone jest w dzienną pamiątkę śmierci.
Napisał "Żywot Świętej Katarzyny ze Sieny".

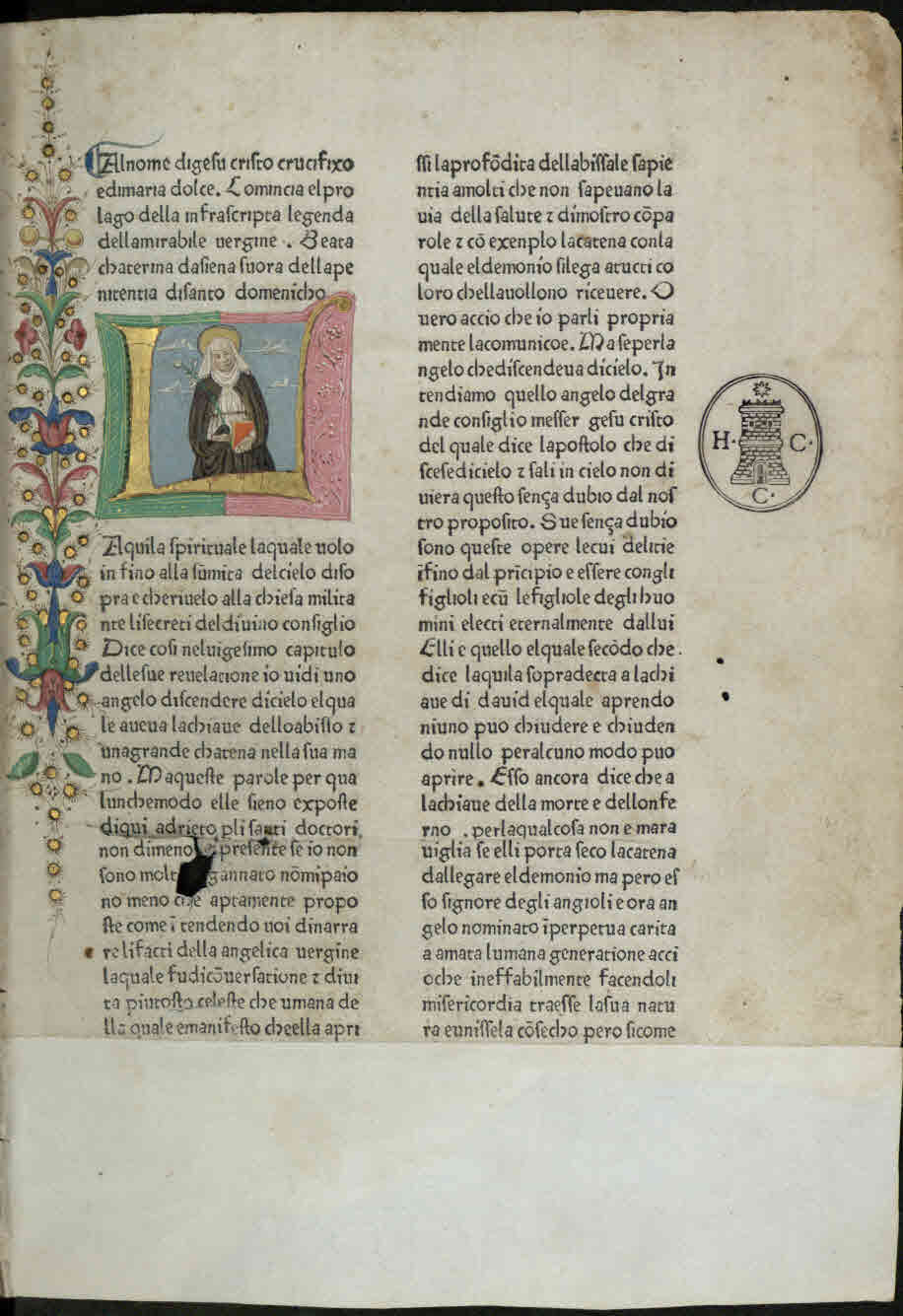
Legenda maior sanctae Catharinae Senensis, 1477
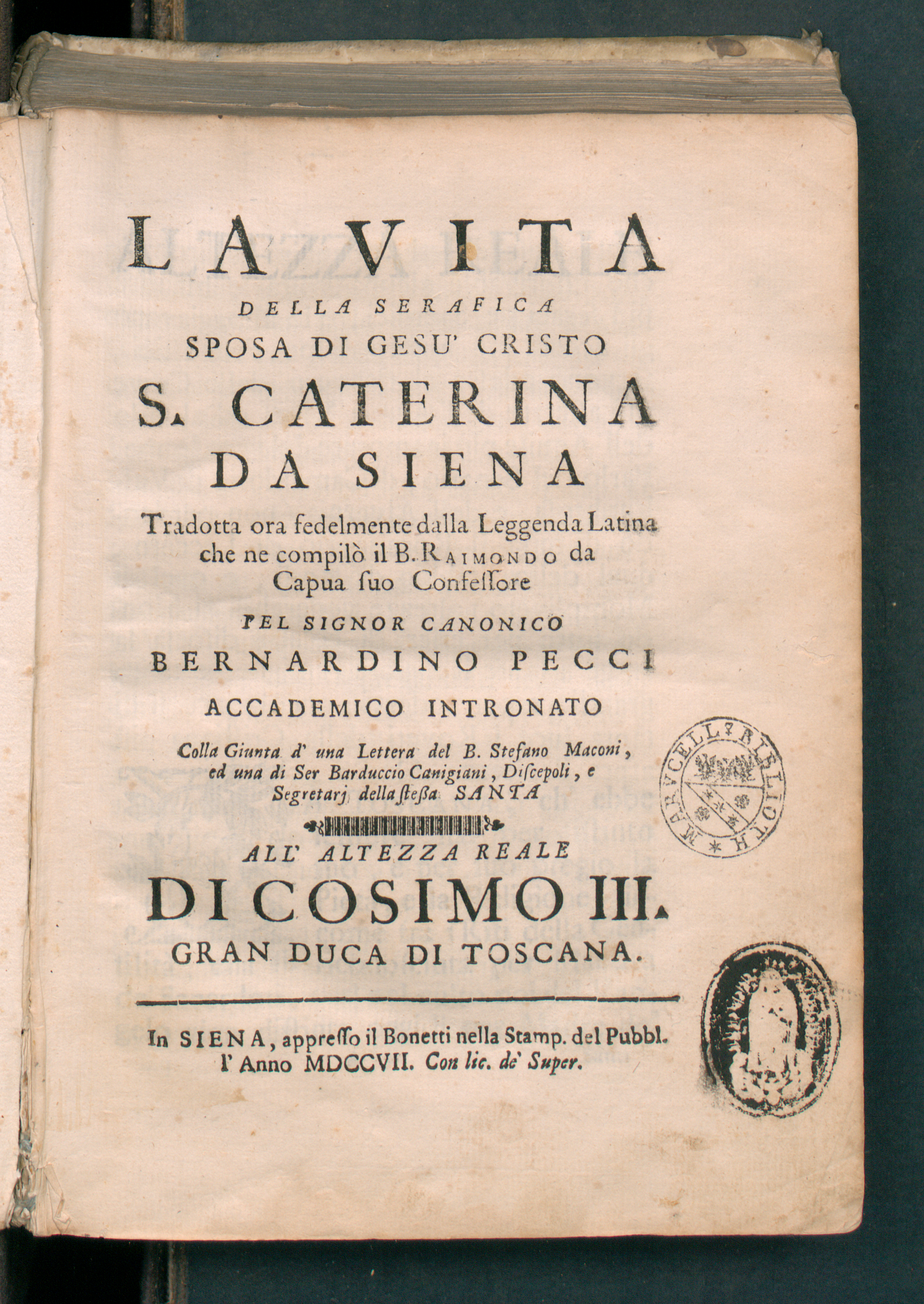
La vita di Santa Caterina da Siena (Legenda maior), 1707